# Twelve Small Steps, One Giant Disappointment
Twelve Small Steps, One Giant Disappointment is het tweede en laatste studioalbum van de Amerikaanse rockband Bad Astronaut. Het werd uitgegeven op 14 november 2006 via Fat Wreck Chords en was daarmee tevens het eerste album dat de band via dit label liet uitgeven. De band werd opgeheven in hetzelfde jaar vanwege de dood van drummer Derrick Plourde.

## Nummers
1. "Good Morning Night" - 3:53
2. "Ghostwrite" - 3:56
3. "Beat" - 5:31
4. "Stillwater, California" - 4:01
5. "One Giant Disappointment" - 2:59
6. "Minus" - 3:08
7. "Best Western" - 3:56
8. "San Francisco Serenade" - 4:33
9. "Autocare" - 4:01
10. "Violet" - 1:59
11. "Go Humans" - 1:49
12. "The 'F' Word" - 8:02
13. "The Thirteenth Step" - 2:19

## Band
- Joey Cape - zang, basgitaar
- Angus Cooke - cello, slagwerk, basgitaar, gitaar, zang
- Sean McCue - gitaar
- Thomas Flowers - banjo, gitaar, mandoline
- Derrick Plourde - drums
- Todd Capps - keyboard